# John Knox Stewart

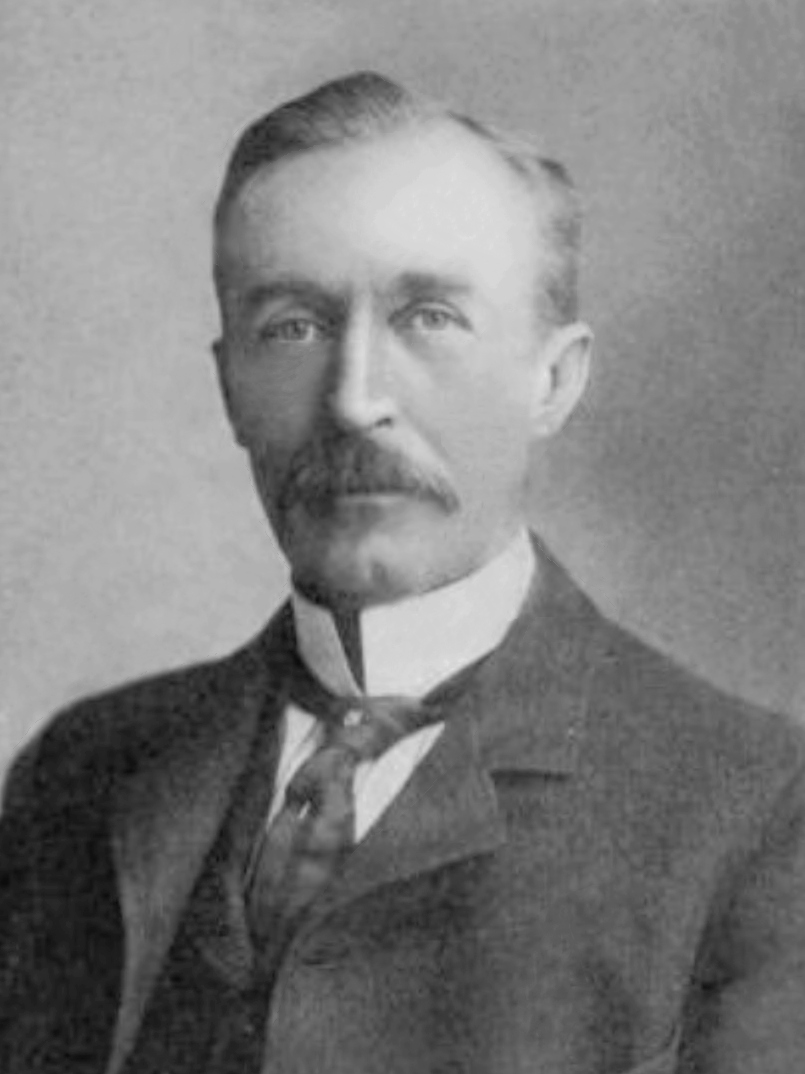
John Know Stewart

John Knox Stewart (* 20. Oktober 1853 in Perth, New York; † 27. Juni 1919 in Amsterdam, New York) war ein US-amerikanischer Politiker. Zwischen 1899 und 1903 vertrat er den Bundesstaat New York im US-Repräsentantenhaus.

## Werdegang
John Knox Stewart wurde ungefähr acht Jahre vor dem Ausbruch des Bürgerkrieges im Fulton County geboren. 1860 zog die Familie nach Amsterdam. Dort besuchte er öffentliche Schulen und die Amsterdam Academy. Danach ging er bis 1885 der Herstellung von Papier nach und ab dann der Herstellung von Textilien. 1885 wurde er Kanalisationskommissar in Amsterdam – ein Posten, den er bis 1890 innehatte. Er war Direktor der Farmers’ National Bank von Amsterdam und der Chuctanunda Gas Light Company sowie Vizepräsident des Amsterdam Board of Trade. 1889 saß er in der New York State Assembly. Politisch gehörte er der Republikanischen Partei an.
Bei den Kongresswahlen des Jahres 1898 für den 56. Kongress wurde Stewart im 21. Wahlbezirk von New York in das US-Repräsentantenhaus in Washington, D.C. gewählt, wo er am 4. März 1899 die Nachfolge von David F. Wilber antrat. Er wurde einmal wiedergewählt. 1902 erlitt er bei seiner zweiten Wiederwahlkandidatur eine Niederlage und schied nach dem 3. März 1903 aus dem Kongress aus.
Nach seiner Kongresszeit ging er wieder der Herstellung von Textilien nach, ein Geschäft, welches er bis zu seinem Tod ausübte. Er verstarb am 27. Juni 1919 in Amsterdam. Seine Leiche wurde dann auf dem Greenhill Cemetery beigesetzt.